# パンサー・リオ
リオ（Rio）はパンサーがかつて製造・販売していた小型高級車である。本来はファミリーカーのトライアンフ・ドロマイトをベースに、ロールス・ロイスに匹敵する水準で仕立てあげられた。

## 概要
リオは創業者でありながらデザイナーでもあったロバート・ジャンケルによって作られた。当時このような車は市場で優位な立場をとっていた。ロバートはこれに目をつけ、高級品と見なされるロールス・ロイスの所有者をターゲットにリオの開発を始めた。しかし、世間では第一次石油危機の影響もありこの手の高級車の需要は減少し始めていた。
ドロマイトの近代的で伝統的な贅沢の組み合わせが買われ、改良の上で再使用された。
価格は当時の同種と比べ高価であり、1976年2月当時で9445ポンド（リオ Especial）。ライバル車であるジャガー・XJが7496ポンドであることからこの高さが窺える。またXJはリオに匹敵する高級さであると宣伝されていた。なおドロマイトスプリントに関しては3283ポンドである。